# Hemapura, Magadi
Hemapura là một làng thuộc tehsil Magadi, huyện Ramanagara, bang Karnataka, Ấn Độ.